# El sexo y el amor
El sexo y el amor és una pel·lícula de l'Argentina filmada en Eastmancolor dirigida per Armando Bó segons el seu propi guió que es va estrenar el 19 de setembre de 1974 i que va tenir com a actors principals a Isabel Sarli, Armando Bó, Ignacio Quirós i Jorge Barreiro.

## Sinopsi
Després d'un accident que el deixa paralític un home impulsa a la seva esposa cap a la infidelitat.

## Repartiment
- Isabel Sarli
- Armando Bó
- Ignacio Quirós
- Jorge Barreiro
- Mario Casado
- Josefina Daniele
- María Estela Lorca
- Gabriela Toscano

## Comentaris
Gente va escriure:
| « | ”Una vegada més Isabel sorgeix i fa el mal pas.” | » |

El Heraldo del Cinematografista va opinar sobre Armando Bó amb relació a aquest film:
| « | ”Aquesta vegada li ho nota més aferrat a un realisme tràgic i amb la mateixa seguretat de voler contar el que es proposa.” | » |

Manrupe i Portela escriuen:
| « | ”Típic film del Bó de l'última época, donant a la història un marc familiar.” | » |